# Nummis skyddskår
Nummis skyddskår (finska: Nummen suojeluskunta) var en skyddskår verksam mellan 1918 och 1944 i Nummis i det finländska landskapet Nyland. Organisationens verksamhetsområde omfattade hela Nummis socken. Nummis skyddskår lades ned år 1944, när alla skyddskårer förbjöds av Kontrollkommissionen efter andra världskriget.

## Historia
Officiellt grundades Nummis skyddskår den 30 april 1918. Först bildades en tillfällig stab för skyddskåren, men i slutet av maj omorganiserade chefen för skyddskårerna i norra Nyland Nummis skyddskår på nytt. Aaro Saario fungerade som chef för den tillfälliga staben, och även efter omorganisationen fortsatte han som stabens chef. Rikhard Laine valdes till skyddskårens chef. I början fick skyddskåren 180 män som medlemmar. Vid slutet av 1918 hade antalet medlemmar sjunkit till 79. På mitten av 1920-talet hade medlemsantalet dock åter stigit till 143.
Till en början stödde Nummis kommun ekonomiskt skyddskårens verksamhet. Förutom kommunen stödde även Nummis församling skyddskåren, och till exempel invigde dåvarande kyrkoherden i Nummis skyddskårens fana. Dessutom hölls olika evenemang för skyddskårsmedlemmar i Nummis kyrka.
Nummis socken delades in i sex övningsdistrikt för skyddskårsmedlemmarna. Skyddskårens viktigaste uppgift var militärövningar. Sport, såsom friidrott, skidåkning och skidskytte, var också väsentliga delar av militärövningarna. På särskilda övningsdagar samlades hela Nummens skyddskår för övningar vid Nummis föreningshus. Kommunfullmäktige gav också tillstånd att bygga en skjutbana på Mäntsälä herrgårds marker år 1930.
Nummis skyddskår upplöstes enligt en lag som antogs av riksdagen år 1944.